# 11770 Rudominkowski
11770 Rudominkowski eller 3163 T-2 är en asteroid i huvudbältet som upptäcktes den 30 september 1973 av den nederländsk-amerikanske astronomen Tom Gehrels och det nederländska astronomparet Ingrid van Houten-Groeneveld och Cornelis Johannes van Houten vid Palomarobservatoriet. Den är uppkallad efter astronomen Rudolph Minkowski.
Asteroiden har en diameter på ungefär 11 kilometer.